# Gare de Crystal Palace
La gare de Crystal Palace (en anglais : Crystal Palace railway station), est une gare ferroviaire des lignes de Crystal Palace (en) et de l'East London, en zone 3 et 4 Travelcard. Elle  est située sur la Crystal Palace Station Road à Crystal Palace, sur le territoire du borough londonien de Bromley, dans le Grand Londres.
C'est une gare Network Rail desservie par des trains Southeastern et du réseau London Overground.
Elle dessert notamment le palais d'exposition Crystal Palace.

## Situation ferroviaire
La gare de Crystal Palace est située sur la ligne de l'East London, intégrée au London Overground, et sur la ligne de Crystal Palace (en).

## Histoire
Cette gare fut créée pour desservir l'étage inférieur du crystal Palace, vaste palais d'exposition en fonte et verre, d'abord édifié à Hyde Park pour abriter la Great Exhibition de 1851, puis déplacé à Penge Plage. Deux lignes de chemin de fer furent construites pour l'occasion, afin de desservir l'exposition permanente du Crystal Palace. Cette gare est la seule encore en fonction aujourd'hui, la deuxième a été abandonnée.